# Cathédrale de Freiberg
La cathédrale de Freiberg est une église évangélique luthérienne située à Freiberg, en Saxe. Elle a été construite vers 1180.
Avant la Réforme protestante, elle était une église. Bien qu'elle en porte le nom, elle n'a jamais été une cathédrale.

## Histoire
Elle a été construite vers 1180 en style roman.
En 1480, le pape Sixte IV l'élève au rand de collégiale. Ce mot, similaire au mot cathédrale dans de nombreuses langues, est à l'origine de sa dénomination.
Presque entièrement détruite lors d'un incendie en 1484, elle est reconstruite en style gothique sous la forme d'une église-halle. La reconstruction prend fin en 1505. Seules la porte dorée et une partie du cœur ont résisté à l'incendie et sont donc restées de style roman.
Elle devient protestante luthérienne en 1637.

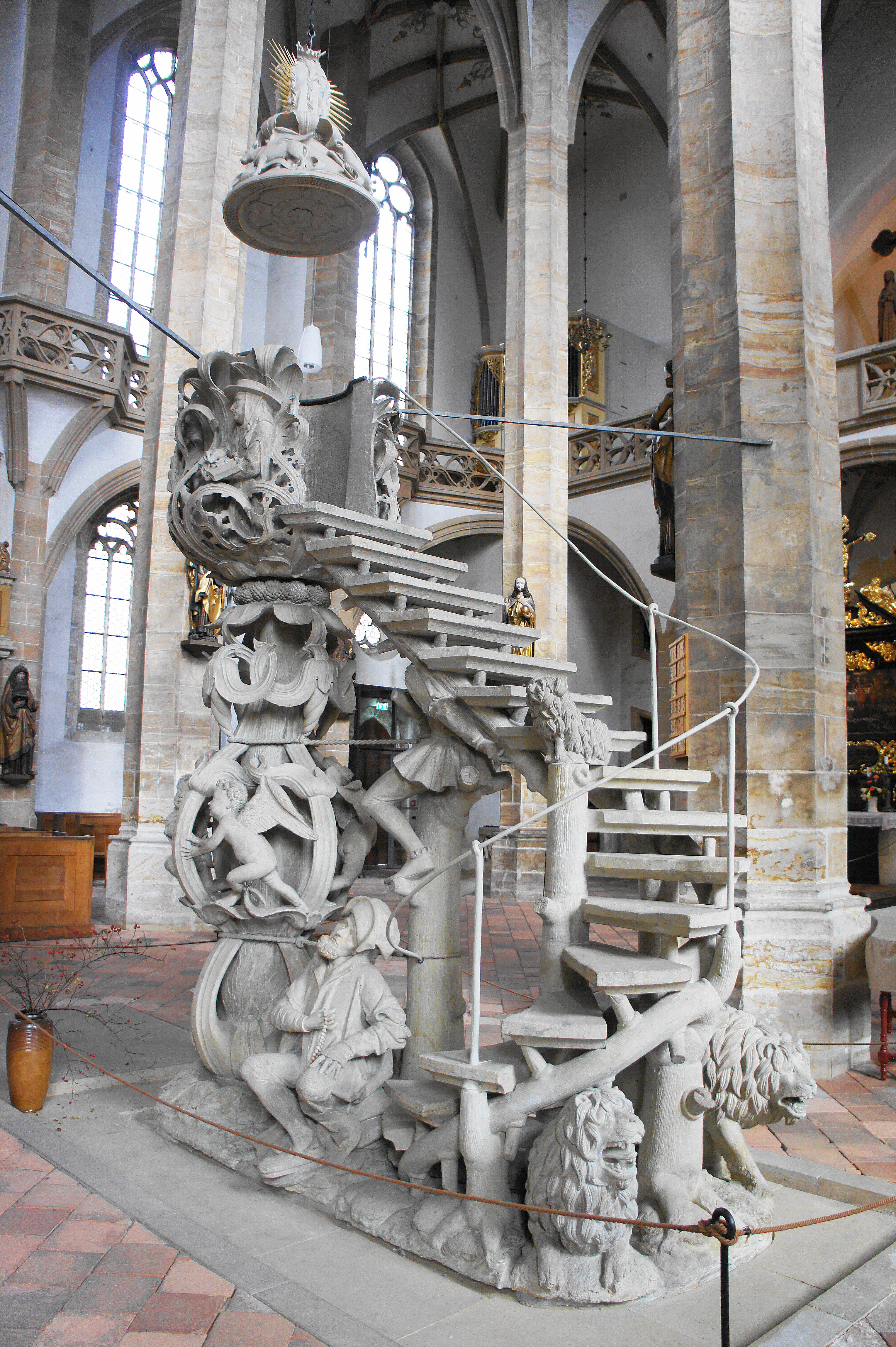
La chaire aux tulipes de Hans Witten.

En 1505, le sculpteur allemand Hans Witten (de) réalise la chaire aux tulipes.

## Architecture
De style roman avant l'incendie de 1484, elle est reconstruite en style gothique au XVe siècle.

### Porte dorée
Elle a été construite en grès en 1230 et constituait l'entrée sud de l'édifice.

### Orgues
De 1710 à 1714, Gottfried Silbermann y a construit l'orgue principal de l'édifice. Il a construit un deuxième orgue entre 1718 et 1719 pour une autre église, transféré à la cathédrale de Freiberg en 1939.